# Kroměříž
Kroměříž é uma cidade checa localizada na região de Zlín, distrito de Kroměříž.
Kroměříž localiza-se a este da República Checa, foi fundada como assentamento mercantil e que ascendeu à categoria de cidade na segunda metade do século XIII. Foi refúgio da corte de Viena nas Revoluções de 1848. Foco cultural do país, gaba-se do seu palácio arcebispal, do século XVII, magnífico exemplo de barroco centro-europeu, onde se filmaram partes do filme Amadeus. O jardim adjacente é Património Mundial desde 1998.